# Fernanda Peleja Patricio
Fernanda Peleja Patrício (Aljustrel, 5 de octubre de 1929 – Coímbra, 8 de octubre de 2000) fue una comunista portuguesa que se opuso al régimen del Estado Novo. Tras el derrocamiento del Estado Novo, formó parte de la Asamblea Constituyente de Portugal y de la primera legislatura de la Asamblea de la República.

## Trayectoria
Fernanda Peleja Patrício nació en Aljustrel, en el Alentejo portugués, el 5 de octubre de 1929. Nació en el barrio construido para albergar a los mineros que trabajaban en la mina de Aljustrel. Su padre fue uno de los fundadores del sindicato de mineros. Tuvo seis hermanos. Fue suspendida en 1959 por su oposición al régimen y se le impidió volver a dar clases hasta que el Estado Novo fue derrocado por la Revolución de los Claveles en 1974.
Patrício se convirtió en líder del Movimento Democrático de Mulheres (Movimiento Democrático de Mujeres - MDM), asociación creada en 1968 por grupos opuestos al Estado Nuevo. Como miembro del Partido Comunista Portugués (PCP), fue elegida miembro de la Asamblea Constituyente en abril de 1975, en representación del distrito de Beja. La Asamblea tenía la función de elaborar una nueva Constitución para Portugal y ella intervino en el asunto de los derechos de la mujer en un momento en que era evidente que había opiniones divergentes entre los miembros. A la Asamblea Constituyente siguió, en 1976, la Primera Asamblea Nacional de la Segunda República de Portugal, para la que Patrício también fue elegida.
Patrício volvió a la enseñanza en 1980 en el municipio de Almodôvar, en el Alentejo. Sin embargo, poco después fue elegida concejala a tiempo completo en el Ayuntamiento de Aljustrel. Fue Presidenta del Consejo de Aljustrel entre 1986 y 1989. En 1987 fundó un grupo coral MDM para el Alentejo y también organizó un grupo de teatro en Aljustrel. Deteriorada de salud, se jubiló en 1994 y se fue a vivir con su hija a Coímbra, donde falleció el 8 de octubre de 2000.

## Reconocimientos
- En 2001, Patrício recibió póstumamente la Medalla de Oro al Mérito Municipal de Aljustrel.[1][2]
- En Aljustrel hay una calle que lleva su nombre.[1][2]